# Lee Hyo-seok
Yi Hyo-seok (23 février 1907 - mai 1942) (en coréen : 이효석) est un auteur coréen.

## Biographie
Yi Hyo-seok, qui écrivait sous le nom de plume "Gasan", est né le 23 février 1907 à Pyeongchang, Gangwon-do. Il fut grandement influencé par Anton Tchekhov et Thomas Mann durant ses études au Lycée Gyeongseong Je-il. En 1925, il intègre l'université impériale Gyeongseong : la même année, son poème Printemps (Bom) fut publié dans le journal Les nouvelles du jour (Mae-il Sinbo). Durant ses années universitaires, il publie ses poèmes dans la revue littéraire étudiante de son université et dans la revue littéraire Amis en littérature (Munu). Il termine ses études en 1930 avec pour spécialité la littérature anglaise. Il travaille alors pour une courte durée dans le département de la censure de la section policière du gouvernement japonais en Corée. Après cela, il déménage dans la ville de son épouse, à Gyeongseong, province de Hamgyeongbuk-do, où il travaille en tant que professeur d'anglais. En 1934, il commence à enseigner à l'université Soongsil à Pyeongyang (actuelle capitale de la Corée du Nord). Il décède en mai 1942 à l'âge de 35 ans.

## Œuvre
Yi Hyo-seok a écrit plus de 70 œuvres et a attiré l'attention de la critique à partir de 1928 avec la publication de sa nouvelle Ville et fantôme (Dosi-wa yuryeong) qui fut publiée dans Lumière de Corée (Joseonjigwang). Il a publié de nombreux autres récits, parmi lesquels Une étrange rencontre (Giu 奇遇), La lanterne rouge brisée  (Kkaetteuryeojin hongdeung), Sur la côte de la Russie (Noryeong geunhae), qui reflètent sa sympathie pour les partis socialistes de l'époque. Sa littérature est une littérature engagée politiquement, se focalisant sur la vie des femmes forcées à se prostituer, mêlant souvent son discours politique à des évocations un peu érotiques. 
À partir de 1933, avec la répression de la littérature politisée par l'empire japonais, il se détourne des sujets politiques, et donne un tournant exclusivement esthétique à ses œuvres. Il continue à traiter de l'érotisme dans ses écrits, mais en se tournant vers des sujets comme la nature. Dans son récit Le cochon (Don, 豚),  il évoque l'histoire d'un homme élevant un cochon avec l'intention de travailler en tant qu'éleveur, mais au-delà de cette simple histoire, il évoque la sexualité de l'Homme à travers la période de rut de l'animal. Dans Bunnyeo, il évoque librement la sexualité perverse de son personnage. Dans son œuvre La saison des fleurs de sarrasin (Memilkkot pil muryeop), il évoque l'histoire d'un commerçant itinérant s'éprenant d'un jeune homme, qui n'est autre que son propre fils né d'une relation d'un soir.